# 朝が来るまで
「朝が来るまで」（あさがくるまで）は、1995年10月21日にリリースされた岩崎宏美の50枚目のシングル。

## 解説
- 離婚後本格的に活動を再開させた岩崎宏美（芸名も益田宏美から岩崎宏美に戻した）が活動再開時にリリースしたシングルである。
- 日本テレビ系情報番組『NNNきょうの出来事』のエンディング・テーマ[1]。
- カップリングの「ONE DAY IN YOUR LIFE」はマイケル・ジャクソンの「想い出の一日」のカバー。

## 収録曲
1. 朝が来るまで
作詞：藤田千章／作曲：佐藤竹善／編曲：13 CATS
2. ONE DAY IN YOUR LIFE
作詞・作曲：R.Armand / S.Brown／編曲：沼澤尚、塩谷哲
3. 朝が来るまで（インストゥルメンタル）